# Горная артиллерия

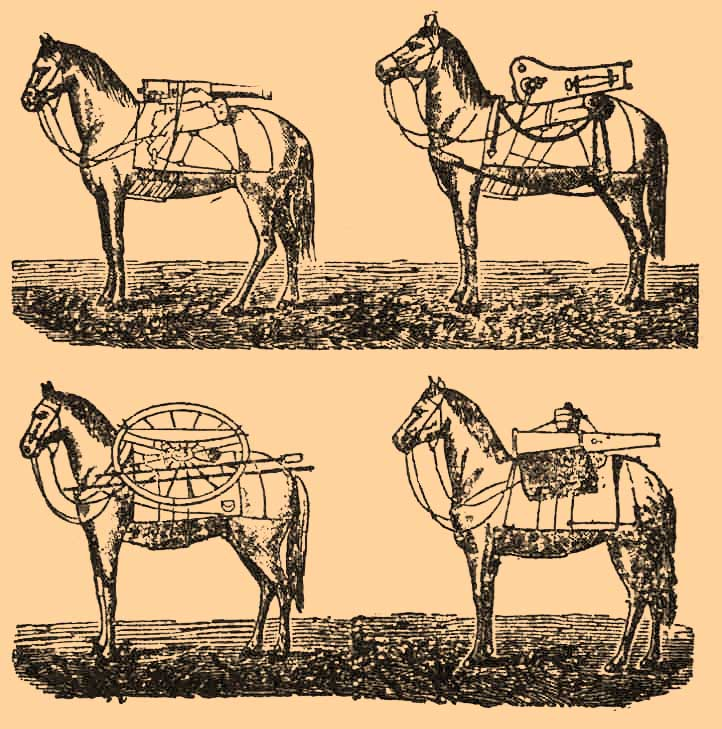
Транспортировка горного орудия вьючными лошадьми (из словаря Брокгауза и Евфрона)

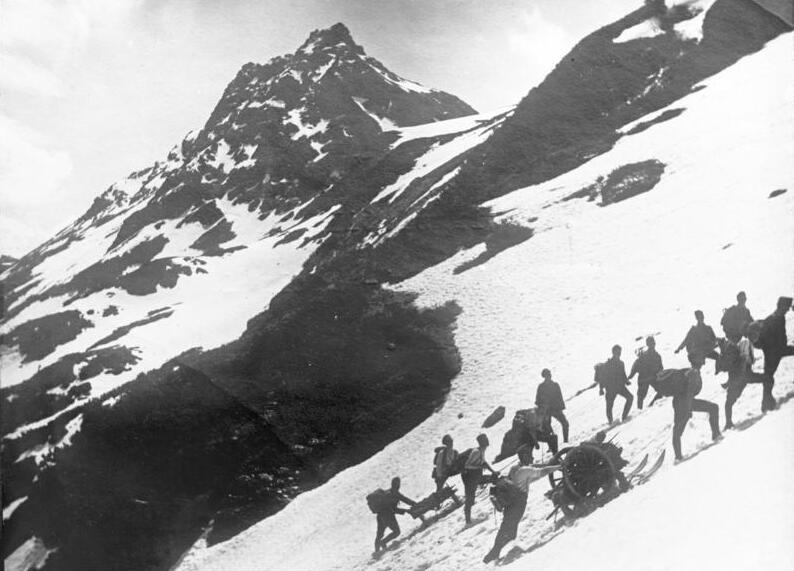
Австрийская горная артиллерия на манёврах (Тироль, 1931 год).

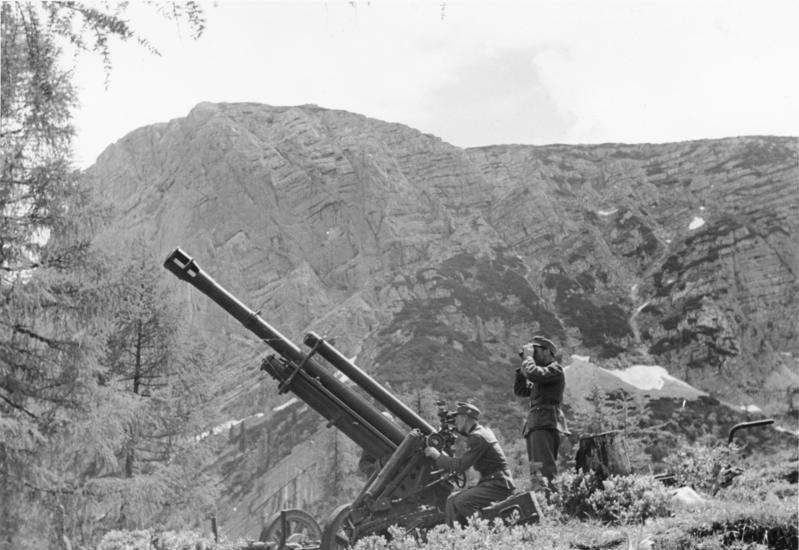
Немецкие альпийские стрелки (егеря) с горной гаубицей 10,5 cm Gebirgshaubitze 40 в горах Дахштайна (Австрия), 1941 год.

Горная артиллерия — вид наземной полевой артиллерии, которая предназначена прежде всего для ведения боевых действий в горной и горно-лесистой местности.

## Организация и оснащение
Как правило, горная артиллерия оснащается специальными горными артиллерийскими орудиями в число которых попадают миномёты, лёгкие гаубицы, пушки и системы реактивной артиллерии. Причём, их массогабаритные характеристики должны допускать переброску целиком или по частям (массой 60−120 кг) на механизированной тяге, в кузовах транспортной техники или вьюками на вьючных животных (лошадях, оленях, верблюдах и т. п.) или силами орудийных расчётов.
...Как? Не хочет работать он? Ладно...

Забудет у нас баловство!

Он не любит походной баланды?

Мы убьём и зароем его!

Не треплитесь без толку, братцы,

пожалуйста, без болтовни!

В полевой артиллерии трудно?

Попотей-ка у нас и сравни!
В силу этого, горные артсистемы проектируются исходя из специфики ведения боевых действий на больших высотах в труднопроходимой местности. Как следствие, они создаются максимально облегченными, с компактным лафетом для передвижения по узким горным тропам. В целях упрощения транспортировки закладывается возможность разборки всей конструкции на элементы массой 25—30 кг, с массой вьюка не более 100 кг при длине не более 1,5 метров. Обязательным условием является ведение огня при больших углах возвышения, кроме этого предъявляются повышенные требования к надёжности работы таких систем после сильных перепадов атмосферного давления и температуры.

## Специфика боевой работы
Для обеспечения эффективного огня горной артиллерии на высотах более 500 метров над уровнем моря создаются специальные горные таблицы стрельбы, при этом высоты наблюдательных пунктов, огневых позиций и целей оцениваются штатными артиллерийскими инструментами (теодолитами, буссолями и тому подобное), а поражение целей осуществляется по общим правилам стрельбы.
В подавляющем количестве ситуаций горная артиллерия ведёт стрельбу на больших углах возвышения с закрытых огневых позиций или прямой наводкой. При этом, основным способом определения установок для стрельбы становится пристрелка цели и перенос огня от репера.

## Исторический очерк
Зарождение горной артиллерии относят к середине XVIII — началу XIX века. Первые в мире горно-артиллерийские формирования были созданы во французской армии в 1803 году и имели на вооружении 24-х фунтовые гаубицы, 3-х и 11-ти фунтовые пушки. Отмечается, что стимулом к их появлению послужил знаменитый переход российского фельдмаршала А. В. Суворова через Альпы. В 1815—1830-х годах горная артиллерия появилась также в Великобритании и Австрии.
В российских вооружённых силах необходимость создания горной артиллерии была осознана в связи с событиями Кавказской войны. В 1820 году в ходе боевых столкновений с горцами в Имеретии русскими войсками была захвачена британская горная пушка на железном лафете, что по тем временам было новинкой. Металлический лафет оказался намного легче деревянного, и позволял транспортировку артсистемы всего двумя лошадьми, причём его станины могли использоваться как оглобли. Вся конструкция могла разбираться в походное положение путём отделения колёс и оси. Генерал Ермолов провёл ознакомление с данным образцом и отправил железный лафет в Артиллерийский департамент с просьбой изготовить пару аналогичных для проведения всесторонних испытаний на Кавказе. Выполнение этого задания было возложено на Луганский завод.

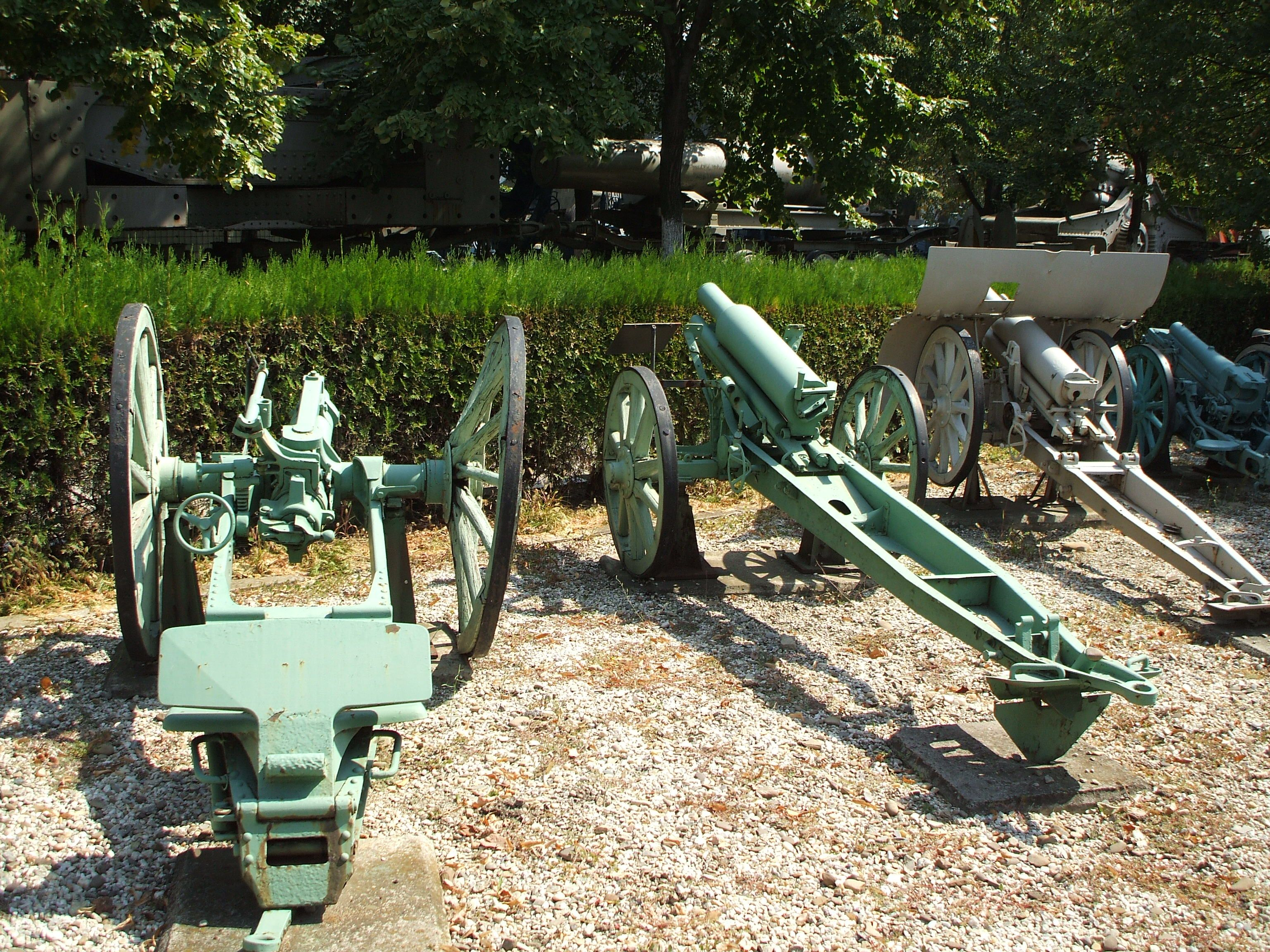
Слева 76,2-мм горная пушка обр. 1904 г. без щита, в центре без щита и справа со щитом 76-мм горные пушки обр. 1909 г.

По представлению фельдмаршала Паскевича в 1830 году было подписано высочайшее повеление о формировании частей горной артиллерии при Кавказском корпусе, однако его выполнение затянулось до 1833 года. Первым специально созданным русским горным орудием считается четвертьпудовый (10-фунтовый) горный единорог, испытания которого прошли в 1832 году.

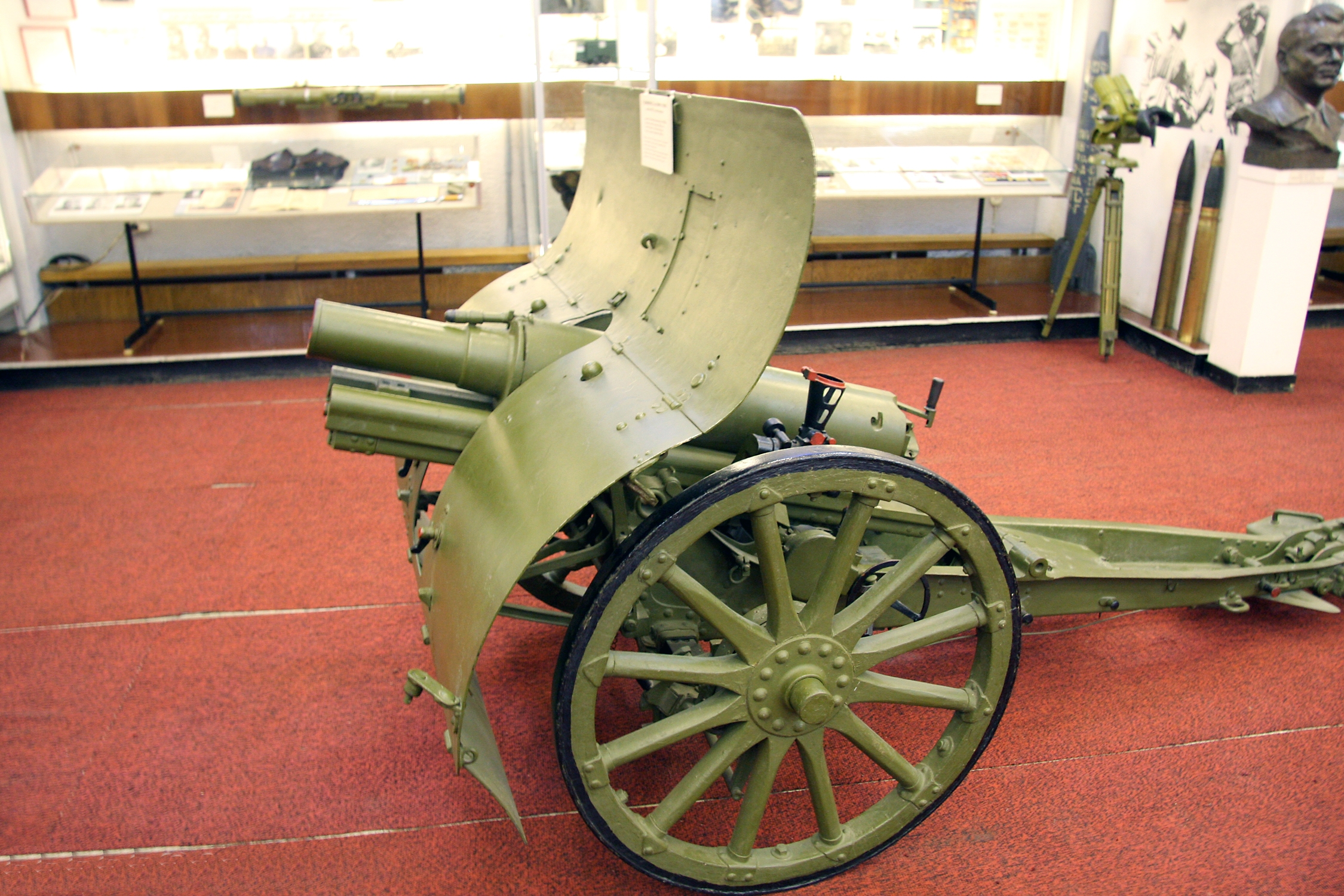
76-мм горная пушка образца 1909 года

В 1842 году одна из резервных батарей Кавказского корпуса была преобразована в горную, её состав насчитывал 12 горных мортир и единорогов. В дальнейшем на вооружение русской горной артиллерии начали поступать трёхфунтовая (76,2-мм) образца 1867 года, двух с половиной дюймовая (63,5-мм) горная Барановского, 2,5-дюймовая горная пушка образца 1883 года, трёхдюймовые (76,2-мм) горные пушки образцов 1904 и 1909 годов. Ими комплектовались горно-артиллерийские батареи в военных округах имеющих горные районы или прилегающих к ним — в Кавказском, Туркестанском, Приамурском и Киевском.
С 1910 года полевая артиллерия подразделялась на лёгкую и конную, горную и конно-горную, мортирную и тяжёлую.

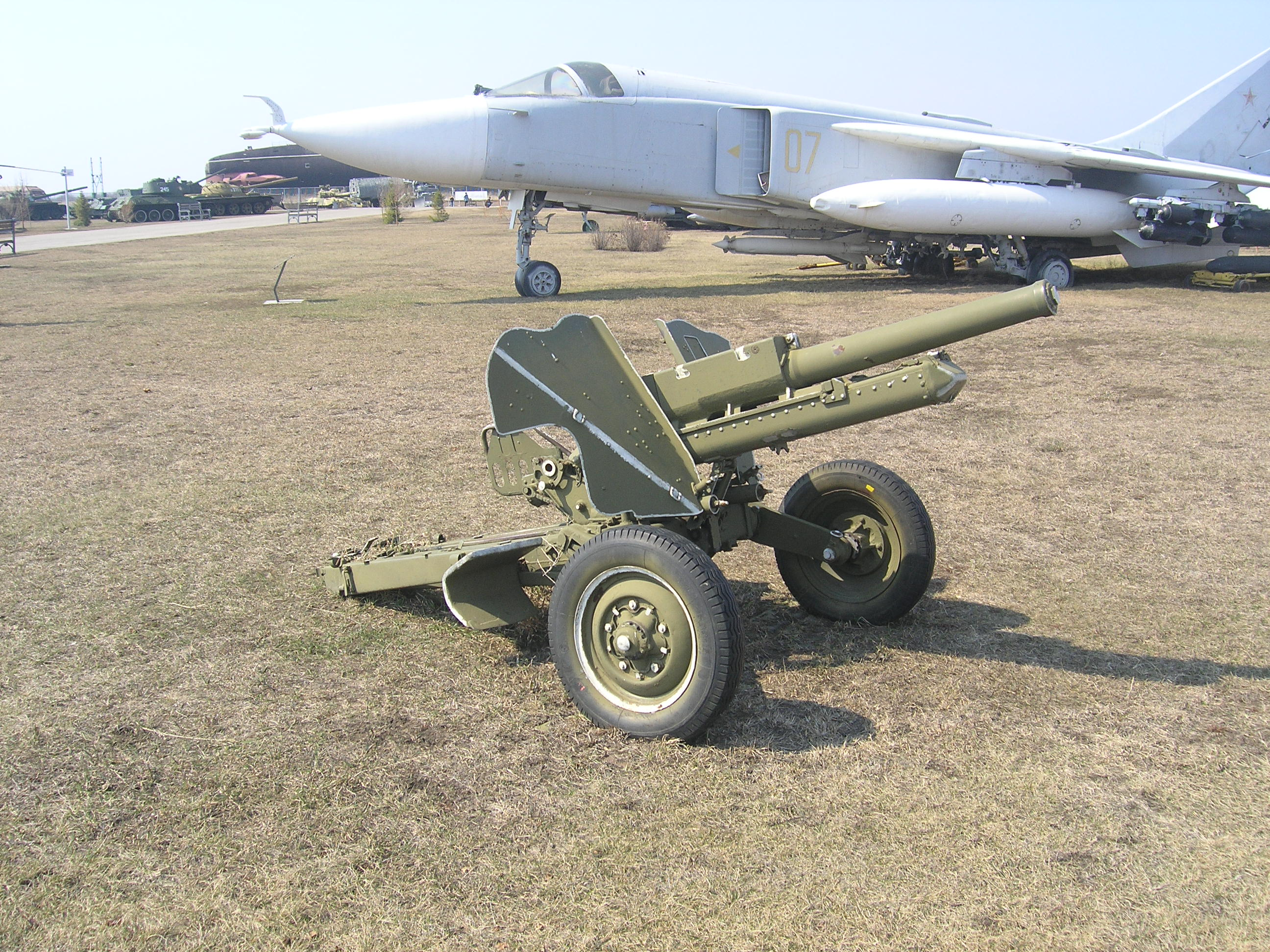
Советская 76-мм горная пушка обр. 1958 г.

Советская горная артиллерия обладала 107-мм горно-вьючным миномётом образца 1938 года (допускал транспортировку в виде 13 вьюков. Представляет собой гладкоствольную жёсткую систему со схемой мнимого треугольника. Каждой горнострелковой дивизии РККА по штату № 04/140 от 15 августа 1940 года двенадцать 107-мм миномётов. Для транспортировки одного миномёта с боекомплектом требовалось 9 лошадей.), 76-мм горной пушкой образца 1938 года с передком (допускала транспортировку в виде 15 вьюков. В 1939 году было изготовлено 364 орудия, в 1940 году — 497 пушек и в первом полугодии 1941 года — 106 пушек. В каждом горнострелковом полку в течение всей Великой Отечественной войны имелась четырёхорудийная батарея 76-мм горных пушек. В горнострелковой дивизии РККА имелся горноартиллерийский полк, в 1941 году имел два дивизиона с двумя батареями 76-мм горных пушек по четыре орудия и одной батарей из шести 107-мм горно-вьючных миномётов образца 1938 года (всего 16 горных пушек). С 1944 года организационно-штатная структура горноартиллерийского полка снова изменилась, теперь он состоял из трёх дивизионов, в каждом две миномётные (по шесть 107-мм миномётов) и одна артиллерийская (четыре 76-мм горных пушки) батарея (всего 12 горных пушек). В горнострелковых бригадах в 1944—1945 годах имелся горноартиллерийский дивизион с двенадцатью 76-мм горными пушками. В горнокавалерийских дивизиях в 1941 году имелся один горноартиллерийский дивизион — восемь 76-мм горных пушек и шесть 107-мм миномётов) и специальными горно-вьючными установками для запуска реактивных снарядов М-8. Всё это вооружение активно использовалось не только советскими войсками на фронтах Великой Отечественной войны, но и партизанскими формированиями в Крыму и на Кавказе в 1942—1943 годах.
После окончания войны на вооружение советских частей начали поступать более совершенные системы, например 76-мм горная пушка образца 1958 года и 82-мм миномёт.
В армиях европейских государств Организации североатлантического блока горно-артиллерийские системы стоят также на вооружении воздушно-десантных соединений. К таковым относится, например, итальянская 105-мм горная (вьючная) гаубица образца 1956 года, которая поступает в горно-пехотные и парашютно-десантные части ФРГ, Англии, Италии и других стран.